# تأمین اجتماعی (ایالات متحده آمریکا)

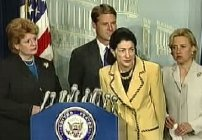
مسئولین و سران ایالات متحده آمریکا

در ایالات متحده آمریکا، تأمین اجتماعی (به انگلیسی: social security) برنامه فدرال بیمه سالمندان، بازماندگان و ناتوانان است. لایحه اصلی تأمین اجتماعی (۱۹۳۵) و نسخهٔ کنونی آن چنان‌که ضمیمه شده، برنامه‌های بیمه‌ای اجتماعی و رفاه اجتماعی متعددی را در بر می‌گیرد.
تأمین اجتماعی اصولاً از طریق مالیات بر درآمد تخصیص داده شده تأمین بودجه می‌شود. این مالیات‌ها به یک صندوق فدرال واریز می‌شود.
بنا بر گفتهٔ مارتین فلدستاین اقتصاددان، در ۲۰۰۳، تأمین اجتماعی ۳۷٪ هزینه‌کرد دولت و ۷٪ تولید ناخالص ملی را در بر می‌گیرد. تخمین زده می‌شود حدوداً ۴۰ درصد همهٔ آمریکاییان بالای ۶۵ سال توسط تأمین اجتماعی در حال حاضر از فقر بیرون آورده می‌شوند. مرکز اداره تأمین اجتماعی در وودلون مریلند درست غرب بالتیمور است.